# Биголо (Венеција)
Биголо (итал. Bigolo) је насеље у Италији у округу Венеција, региону Венето.
Према процени из 2011. у насељу је живело 58 становника. Насеље се налази на надморској висини од 12 м.